# Чешка на Европском првенству у атлетици у дворани 2021.
Чешка је учествовала на 36. Европском првенству у дворани 2021 који се одржао у Торуњу, Пољска, од 4. до 7. марта. Ово је било четрнаесто европско првенство у дворани од 1994. године од када Чешка учествује самостално под овим именом. Репрезентацију Чешке представљало је 22 спортиста (14 мушкараца и 8 жена) који су се такмичили у 12 дисциплине (6 мушких и 6 женских).
На овом првенству Чешка је заузела 13 место по броју освојених медаља са 2 медаље (1 златна и 1 сребрна). У табели успешности према броју и пласману такмичара који су учествовали у финалним такмичењима (првих 8 такмичара) Чешка је са 3 учесника у финалу заузела 17 место са 16 бодова.
| Пл. | Земља | 1. место | 2. место | 3. место | 4. место | 5. место | 6. место | 7. место | 8. место | Бр. фин.-Бод. |
| --- | ----- | -------- | -------- | -------- | -------- | -------- | -------- | -------- | -------- | ------------- |
| 17. | Чешка | 1−8      | 1−7      | −        | −        | −        | −        | −        | 1−1      | 3−16          |

## Учесници
| Мушкарци: - Јан Велеба — 60 м - Здењек Стромшик — 60 м - Штепан Хампл — 60 м - Павел Маслак — 400 м, 4х400 м - Патрик Шорм — 400 м - Вит Милер — 400 м, 4х400 м - Филип Шнејдр — 800 м - Лукаш Ходбод — 800 м - Томаш Вистрк — 800 м - Филип Сасинек — 1.500 м - Јан Фриш — 1.500 м - Михал Десенски — 4х400 м - Патрик Шорм — 4х400 м - Томаш Стањек — Бацање кугле | Жене: - Марцела Пиркова — 60 м - Лада Вондрова — 400 м - Тереза Петржилкова — 400 м - Вендула Хлуха — 800 м - Диана Мезулианикова — 1.500 м - Маркета Штолова — 60 м препоне - Хелена Јиранова — 60 м препоне - Маркета Червенкова — Бацање кугле |  |

## Освајачи медаља (2)

### Злато (1)
- Томаш Стањек — Бацање кугле

### Бронза (1)
- Вит Милер, Павел Маслак, 
 Михал Десенски, Патрик Шорм — 4х4 м

## Резултати

### Мушкарци
| Атлетичар       | Дисциплина   | Лични рекорд | Квалификације | Квалификације | Полуфинале            | Полуфинале            | Финале                | Финале       | Детаљи |
| Атлетичар       | Дисциплина   | Лични рекорд | Резултат      | Место         | Резултат              | Место                 | Резултат              | Место        | Детаљи |
| --------------- | ------------ | ------------ | ------------- | ------------- | --------------------- | --------------------- | --------------------- | ------------ | ------ |
| Јан Велеба      | 60 м         | 6,65         | 6,75 (.744)   | 5. у гр. 1    | Нису се квалификовали | Нису се квалификовали | Нису се квалификовали | 32 / 63 (65) |        |
| Здењек Стромшик | 60 м         | 6,60         | 6,77 (.761)   | 4. у гр. 3    | Нису се квалификовали | Нису се квалификовали | Нису се квалификовали | 37 / 63 (65) |        |
| Штепан Хампл    | 60 м         | 6,70         | 6,83 (.826)   | 5. у гр. 7    | Нису се квалификовали | Нису се квалификовали | Нису се квалификовали | 52 / 63 (65) |        |
| Павел Маслак    | 400 м        | 45,24 НР     | 46,88 КВ      | 8. у гр. 1    | 46,70                 | 4. у гр. 1            | Нису се квалификовали | 6 / 48 (49)  |        |
| Патрик Шорм     | 400 м        | 46,41        | 47,21 КВ      | 2. у гр. 2    | 47,69                 | 6. у гр. 3            | Нису се квалификовали | 16 / 48 (49) |        |
| Вит Милер       | 400 м        | 46,31        | 47,60         | 3. у гр. 5    | Нису се квалификовали | Нису се квалификовали | Нису се квалификовали | 29 / 48 (49) |        |
| Филип Шнејдр    | 800 м        | 1:46,63      | 1:48,87       | 4. у гр. 6    | Нису се квалификовали | Нису се квалификовали | Нису се квалификовали | 8 / 38 (39)  |        |
| Лукаш Ходбод    | 800 м        | 1:46,93      | 1:51,59       | 6. у гр. 1    | Нису се квалификовали | Нису се квалификовали | Нису се квалификовали | 34 / 38 (39) |        |
| Томаш Вистрк    | 800 м        | 1:48,20      | 1:52,48       | 7. у гр. 2    | Нису се квалификовали | Нису се квалификовали | Нису се квалификовали | 38 / 38 (39) |        |
| Филип Сасинек   | 1.500 м      | 3:36,53 НР   | 3:40,04 КВ    | 2. у гр. 4    |                       |                       | 3:40,64               | 9 / 50 (51)  |        |
| Јан Фриш        | 1.500 м      | 3:40,38      | 3:40,99 кв    | 3. у гр. 3    | 3:42,97               | 11 / 50 (51)          |                       |              |        |
| Вит Милер       | 4 х 400 м    | 3:04,09 НР   |               |               |                       |                       | 3:06,54               |              |        |
| Павел Маслак    | 4 х 400 м    | 3:04,09 НР   |               |               |                       |                       | 3:06,54               |              |        |
| Михал Десенски  | 4 х 400 м    | 3:04,09 НР   |               |               |                       |                       | 3:06,54               |              |        |
| Патрик Шорм     | 4 х 400 м    | 3:04,09 НР   |               |               |                       |                       | 3:06,54               |              |        |
| Томаш Стањек    | Бацање кугле | 22,17 НР     | 20,97 кв      | 3.            |                       |                       | 21,62 ЛРС             |              |        |

### Жене
| Атлетичарка         | Дисциплина   | Лични рекорд | Квалификације        | Квалификације | Полуфинале            | Полуфинале            | Финале                | Финале                | Детаљи                                   |
| Атлетичарка         | Дисциплина   | Лични рекорд | Резултат             | Место         | Резултат              | Место                 | Резултат              | Место                 | Детаљи                                   |
| ------------------- | ------------ | ------------ | -------------------- | ------------- | --------------------- | --------------------- | --------------------- | --------------------- | ---------------------------------------- |
| Марцела Пиркова     | 60 м         | 7,34         | 7,34 (.331) кв, =ЛР  | 6. у гр. 5    | Није стартовала       | Није стартовала       | Није се квалификовала | Није се квалификовала |                                          |
| Лада Вондрова       | 400 м        | 51,82        | 52,83                | 3. у гр. 6    | Нису се квалификовале | Нису се квалификовале | Нису се квалификовале | 18 / 39               | Архивирано на веб-сајту (30. април 2021) |
| Тереза Петржилкова  | 400 м        | 53,33        | 53,46                | 4. у гр. 1    | Нису се квалификовале | Нису се квалификовале | Нису се квалификовале | 28 / 39               | Архивирано на веб-сајту (30. април 2021) |
| Вендула Хлуха       | 800 м        | 2:04,85      | 2:04,87 ЛРС          | 4. у гр. 5    | Нису се квалификовале | Нису се квалификовале | Нису се квалификовале | 12 / 34 (35)          |                                          |
| Диана Мезулианикова | 1.500 м      | 4:11,53      | 4:11,48              | 5. у гр. 1    |                       |                       | Нису се квалификовале | 8 / 22                |                                          |
| Маркета Штолова     | 60 м препоне | 8,12         | 8,14 КВ              | 2. у гр. 4    | 8,20                  | 7. у гр. 3            | Нису се квалификовале | 21 / 40 (44)          | Архивирано на веб-сајту (30. април 2021) |
| Хелена Јиранова     | 60 м препоне | 8,20         | 8,21 (.203) кв, =ЛРС | 5. у гр. 2    | 8,25                  | 8. у гр. 2            | Нису се квалификовале | 23 / 40 (44)          | Архивирано на веб-сајту (30. април 2021) |
| Маркета Червенкова  | Бацање кугле | 17,92        | 18,16 кв, ЛР         | 8.            |                       |                       | 17,75                 | 8 / 17                |                                          |